# 多隆阿 (學者)
多隆阿（转写：Dorongga；1794年—1853年），字文希、雯溪，舒穆禄氏，祖居長白山，後於康熙廿六年搬遷至岫岩（今庄河市大孤山镇），父名讳德普。

## 滿洲八旗文人
年十九時补生员。道光十七年（1837年）丁酉举拔贡。
为山西平陽府知府何维墀幕僚，因長於治狱与衡文，受何赏识，聘請多隆阿为山长掌书院事。
不喜括帖时文，专研于经學。著有《易图说》、《易蠡》、《毛诗多识》、《慧珠阁文钞》、《慧珠阁诗话》、《阳宅拾遗》、《地理一隅》、《易原》、《慧珠阁诗钞》等，满人中之博識者。

## 另有同名將軍
- 見多隆阿。

## 脚注
1. ↑  满语“掌管印信之人”。